# Maria Hägglund
Maria Hägglund, född 19 juni 1975, är en svensk forskare vid Uppsala universitet och Akademiska sjukhuset. Hon är docent i hälsoinformatik och lektor i implementeringsforskning och forskar bland annat på patienters digitala tillgång till sina journaler från vården. Maria Hägglund utnämndes 2020 till excellent lärare vid Uppsala universitet och var på plats 97 av Sveriges topp 100 forskare på sociala media 2022. Under 2019/2020 var hon Keane OpenNotes Scholar visiting Lecturer on Medicine vid Harvard Medical School. 